# Flogiston-teorien
Flogiston-teorien eller Flogistisk kemi er en forældet videnskabelig teori fra 1667 indført af den tyske alkymist Johann Joachim Becher (1635-1682), der introducerede det ild-lignende element og kaldte det flogiston. Flogiston skulle være indeholdt i brændbare stoffer og blive frigjort ved forbrænding. Teorien var et forsøg på at forklare forbrænding og lignende processer (dannelse af rust og ir), processer, der nu forstås som oxidation.

## Historie

### Baggrund
I alkymiens og iatrokemiens tidsaldere indtil midten af det 17. århundrede havde man gjort talrige iagttagelser og samlet et betydeligt forråd af kemiske kendsgerninger; disse stod dog hen, uden at der kendtes nogen indre sammenhæng mellem dem, og uden at de lod sig bringe ind under noget fælles synspunkt; man havde hidtil ikke dyrket kemien som videnskab for dennes egen skyld, men med det forfængelige formål at fremstille guld af uædle metaller eller i det øjemed at vinde resultater for lægevidenskaben.
Fra midten af det 17. århundrede begyndte forholdet at blive et andet: formålet for kemien blev nu efterhånden udvidet til i sidste instans at lære stoffernes nærmere bestanddele at kende, at undersøge de fænomener, der knytter sig til deres dannelse og sønderdeling, og de love, hvorefter disse processer indtræder, samt at bestemme, hvorvidt stoffernes kemiske egenskaber var afhængige af deres sammensætning. Kemiens udvikling som selvstændig videnskab blev fra nu af det væsentligste mål for denne videnskabs dyrkere, uden at dens betydning som hjælpevidenskab tabtes af sigte. Den flogistiske kemi rettede dog væsentligst sit blik mod forklaringen af de kvalitative fænomener; om der med disse var forbundet nogen forandring i de kvantitative forhold, om der altså med forandringer i kvalitet var forbundet nogen vægtforøgelse eller noget vægttab, derpå lagde man ikke nogen egentlig vægt, og derved adskilte den flogistiske kemi sig væsentlig fra nutidens.
I sit banebrydende værk Chemista scepticus fra 1661 påviste Robert Boyle uholdbarheden af de tidligere anskuelser om de kemiske elementer, såvel de aristoteliske som alkymiens og iatrokemiens; kun de påviselige og usønderdelelige kemiske bestanddele af de forskellige stoffer skulle gælde som de virkelige kemiske grundstoffer. Han nåede derved til en klarere forståelse af den kemiske forbindelses natur i modsætning til den mekaniske blanding. Boyle slog ind på den rent empiriske forskning, og denne vej fulgte efterhånden et stedse voksende antal kemikere, blandt andre Mayow, Lemery og Homberg i Frankrig, Kunkel og Becher i Tyskland.

### Flogiston-teorien udvikles
Særlig forbrændingsfænomenerne lagde i den flogistiske tidsalder beslag på opmærksomheden, og for disse opstillede Becher og særlig Georg Ernst Stahl en teori kaldet flogistonteorien, der blev den herskende lige til den sidste fjerdedel af det 18. århundrede. Efter denne teori betinges alle forbrændingsprocesser, hvad enten det er metaller eller organiske stoffer, der brænder, af, at vedkommende brændbare stof indeholder flogiston (af φλογιζειν, at sætte i brand), et hypotetisk element, der ved forbrændingen går bort i luften, som må være til stede for at optage det. Herved frigøres de tidligere med flogiston forbundne stoffer og bliver tilbage som "aske" eller "metalkalk" eller forflygtiges sammen med flogiston således som svovlsyrling og svovlsyre. Disse forbrændingsprodukter udgør altså sammen med flogiston det oprindelige, brændbare stofs grundbestanddele eller elementer; ønsker man at gendanne det oprindelige stof, må man ifølge flogistonteorien atter forene asken, metalkalken og så videre med flogiston, idet man opheder dem med en flogistonrig substans, fx med kul, som blev anset for at indeholde særlig meget flogiston, fordi det forbrænder næsten uden at efterlade nogen rest og under udvikling af megen varme.
Skønt Stahrs flogistonteori, som vi nutildags ved, tyder forbrændingsfænomenerne på en måde, der netop er modsat virkeligheden, tiltalte dog forklaringens simpelhed den kemiske verden i så høj grad, at den fandt almindelig tilslutning og blev den herskende i mere end et århundrede; den gamle anskuelse, at forbrændingen altid var forbundet med en tilintetgørelse eller sønderdeling, var for indgroet til, at den omstændighed, at man allerede fra tidligere tid kendte eksempler på, at der ved visse forbrændinger indtrædte en vægtforøgelse af det brændende stof, kunne påvirke flogistikerne; man anså i almindelighed vægtforøgelsen for et uvæsentlig fænomen, og selv en kemiker, der således som Lemery havde sin opmærksomhed mere henvendt på denne, vedblev dog at tro på eksistensen af flogiston, idet han antog, at forbrændingen var et slags dobbeltfænomen: det brændende stof afgav flogiston, men optog samtidig en "ponderabel ildmaterie", der var årsag til vægtforøgelsen; senere veg man endog ikke tilbage for at tillægge flogiston "negativ Vægt" for derved at forklare det fænomen, at vedkommende metalkalk, som metallet efterlod ved forbrændingen, vejede mere end det oprindelige stof, der foruden kalken indeholdt flogiston. Selv om imidlertid flogistonteorien i længden måtte være uholdbar, fordi den var ganske ude af stand til at give en blot nogenlunde antagelig forklaring på vægtforøgelsen ved metallernes forbrænding, så fandtes der dog blandt denne teoris tilhængere mænd, der i retning af videnskabelig produktivitet og betydningsfulde opdagelser næppe er overtrufne af senere tiders kemikere. Af betydelige kemikere fra den omtalte periode skal nævnes Herman Boerhaave i Nederlandene, Andreas Marggraf i Tyskland, Étienne François Geoffroy, Duhamel de Monceau og Maquer i Frankrig, Black Priestly og Henry Cavendish i England, Bergmann og Carl Wilhelm Scheele i Sverige.

### Teorien modbevises
Efter, at ilten var opdaget i begyndelsen af 1770’erne, kunne flogistonteorien ikke holde stand længere. Lavoisier viste, at den virkelige årsag til vægtforøgelsen ved forbrændingen var, at det brændende stofs bestanddele forenede sig med luftens ilt. Med stor genialitet udviklede han den antiflogistiske teori, der i løbet af 20 år fuldstændig besejrede flogistonteorien; efter den antiflogistiske teori er det metallerne, der er grundstoffer, mens metalilterne (oxiderne) er kemiske forbindelser af metaller med ilt. De opstår, når metaller optager ilt af luften, men forvandles atter til metal, når de ophedes med kul eller i brint, idet kullet eller brinten ikke forener sig med metaliltet, men med ilten deri under dannelse af kulsyre, kulilte eller vand, mens metallet derved frigøres. Lavoisier kontrollerede sine forsøg ved vægtens hjælp, og den antiflogistiske tidsalder oprandt således under hensyntagen ikke alene til de kvalitative fænomener, men også til de kvantitative forhold ved de kemiske processer. Grundlaget for hele den antiflogistiske teori er læren om stoffets uforanderlighed.